# Capileira
Capileira és un municipi andalús situat en la part nord-oest de la Alpujarra (província de Granada).
Limita amb els municipis de Dílar, Güéjar Sierra, Trevélez, Pórtugos, La Taha, Bubión, Pampaneira i Lanjarón. Es troba travessat pel riu Mulhacén. Gran part del seu terme municipal pertany al Parc nacional de Sierra Nevada.
El turisme ha començat a despuntar en l'economia local durant les últimes dècades.

## Demografia
L'evolució demogràfica del municipi va tenir un punt algid la dècada dels 50, amb l'emigració cap a altres zones hi va haver un despoblament fins a tenir una població estable de poc més de 500 habitants.
Evolució demogràfica de Capileira des de 1844
Fuente: INE
.

## Política
El resultat de les eleccions municipals de Capilera el 2011: 
| Eleccions Municipals - Capileira (2011)       |      |         |          |
| Partit polític                                | Vots | %Vàlids | Regidors |
| Agrupación Independientes de Capileira (AIDC) | 67   | 18.66%  | 1        |
| Partido Socialista Obrero Español (PSOE)      | 160  | 44.57%  | 3        |
| Partido Popular (PP)                          | 126  | 35.10%  | 3        |

Actualment governa el PP amb coalicó de Agrupación Independientes de Capileira. L'alcalde és Fancisco López.

## Llocs d'interès
Tot el terme municipal de Capileira està declarat Conjunt Històric Artístic i Paratge Pintoresc, a més d'haver estat esmentat pel Consell d'Europa com a model d'arquitectura popular. La casa de l'Alpujarra està construïda amb materials autòctons, sense grans transformacions. S'integra de manera harmònica en l'entorn, ja que procedeix directament d'ell.
Al voltant de Capileira es troben les eres, que són cercles enllosats que jugaven un gran paper quan arribava l'època dels sembrats. En aquest espai es batia el cereal.
Els rentadors públics complementen la composició urbana dels barris, actualment s'han rehabilitat i es conserven en bon estat.
Església Parroquial Nostra Senyora de la Cabeza: va ser reconstruïda al segle xvii. Posseeix un retaule barroc en fusta daurada del segle xvii i una imatge de Nostra Senyora del Cap donada pels Reis Catòlics al segle xv.
Casa-Museu de Capileira: És una casa-museu etnològica Pedro Antonio d'Alarcón", fundada el 1972 per commemorar el primer viatge d'aquest escriptor a l'Alpujarra.